# Hans Liebeschütz

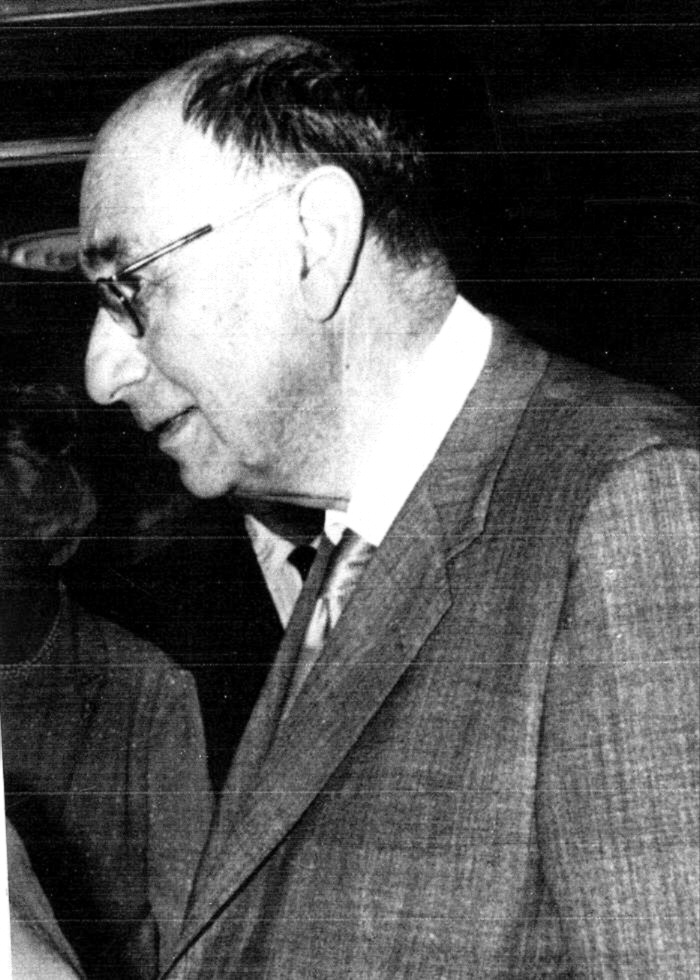
Hans Liebeschütz, 1975

Hans Liebeschütz (* 3. Dezember 1893 in Hamburg; † 28. Oktober 1978 in Crosby, England) war ein deutscher Historiker.

## Leben
Hans Liebeschütz wurde 1893 in Hamburg als Sohn des Arztes Samuel Liebeschütz und dessen Frau Lizzy Olga Liebeschütz (geb. Schönfeld) geboren. Er besuchte zunächst die Gelehrtenschule des Johanneums in Hamburg und studierte ab 1912 an der Universität Berlin. Von 1914 bis 1916 war er Soldat, wurde an der französischen Front verwundet und kehrte als Kriegsbeschädigter nach Deutschland zurück. Von 1918 an setzte er sein Studium in Heidelberg im Fach Mittelalterliche Geschichte fort und promovierte 1920 bei Karl Ludwig Hampe, das Thema seiner Dissertation war: Die Beziehungen Kaiser Friedrichs II. zu England seit dem Jahre 1235.

### Hamburger Zeit
Ab 1920 war er an verschiedenen Hamburger Realschulen tätig und wechselte 1928 (nach anderen Angaben 1929) zur reformpädagogischen Hamburger Lichtwarkschule, für die bis 1934 tätig war, als er aufgrund des Gesetzes zur Wiederherstellung des Berufsbeamtentums aus dem Schuldienst entlassen wurde.
1922 war er Mitbegründer der B’nai-B’rith-Loge Hamburgs. Neben seiner Tätigkeit als Lehrer war er Mitarbeiter der Kulturwissenschaftlichen Bibliothek Warburg. Dort traf er auf Fritz Saxl, der ihn später bei der Emigration nach England unterstützen sollte. Im Jahre 1929 habilitierte sich Liebeschütz mit der Schrift „Das allegorische Weltbild der heiligen Hildegard von Bingen“. Nach seiner zwangsweisen Entlassung aus dem Staatsdienst widmete er sich zunächst der jüdischen Erwachsenenbildung und hielt Vorlesungen an verschiedenen jüdischen Lehranstalten in Hamburg und Berlin. 1938 emigrierte seine Familie nach England, während Liebeschütz zunächst in Hamburg blieb. Während der Novemberpogrome von 1938 wurde er festgenommen und vier Wochen lang im KZ Sachsenhausen interniert. Im März 1939 entschloss sich Liebeschütz, seiner Familie nach England zu folgen.

### England
Die Hälfte des Jahres 1940 verbrachte Liebeschütz als sogenannter Enemy Alien auf der Isle of Man. Ab 1942 lehrte er Latein an verschiedenen Schulen Englands. Im Jahre 1946 erhielt er eine Anstellung als „assistant lecturer“ an der University of Liverpool, im folgenden Jahr wurde er britischer Staatsbürger. Ab 1955 war an der University of Liverpool als „principal lecturer“ (entspricht einem „ordentlichen Professor“) tätig. Im gleichen Jahr war er an der Gründung des Leo Baeck Instituts beteiligt. Im Jahr 1957 erhielt er von der Universität Hamburg den Titel des „außerplanmäßigen Professors“, woraufhin er von 1960 (dem Jahr seiner Pensionierung in Liverpool) bis 1963 dort regelmäßig Gastvorlesungen hielt.
1960 wurde Liebeschütz korrespondierendes Mitglied der Monumenta Germaniae Historica, 1969 in der Göttinger Akademie der Wissenschaften. Zeitlebens blieb er der Stadt Hamburg sehr verbunden, so hielt er im Jahre 1977 noch eine Ansprache über Alfred Lichtwark in der Aula der früheren Lichtwarkschule.

## Familie
Im Jahr 1924 heiratete Liebeschütz die aus Leipzig stammende Ärztin Rahel Plaut (1894–1993), Tochter des Arztes und Bakteriologen Hugo Carl Plaut, mit der er in den folgenden Jahren drei Kinder hatte: Wolfgang (1927–2022, Althistoriker), Hugo (* 1929) und Elisabeth (* 1932). Plauts Vater war seit 1913 und bis zu seinem Tode 1928 Leiter des Pilzforschungsinstitut an der Medizinischen Fakultät; Rahel war die erste Frau, die an der Medizinischen Fakultät Hamburg habilitierte.

## Werk
Liebeschütz’ Forschungsschwerpunkte waren einerseits Leben und Werk des englischen Theologen und Bischofs John of Salisbury, andererseits die Geschichte des Judentums. Zu beiden Themen veröffentlichte er zahlreiche Schriften.
- Fulgentius Metaforalis. Ein Beitrag zur Geschichte d. antiken Mythologie im Mittelalter. Teubner, Leipzig 1926.
- Das allegorische Weltbild der Heiligen Hildegard von Bingen. Teubner, Leipzig 1930 (Habilitationsschrift).
- John of Salisbury and Pseudo-Plutarch. Warburg Institute, London 1943.
- Das Judentum im deutschen Geschichtsbild von Hegel bis Max Weber. Mohr, Tübingen 1967.
- Von Georg Simmel zu Franz Rosenzweig. Mohr, Tübingen 1970.
- Das Judentum in der deutschen Umwelt. Mohr, Tübingen 1977.

Ein umfangreiches Werkverzeichnis befindet sich im BBKL, Bd. 29 (siehe Literatur).